# Ideoblothrus ceylonicus
Ideoblothrus ceylonicus är en spindeldjursart som först beskrevs av Beier 1973.  Ideoblothrus ceylonicus ingår i släktet Ideoblothrus och familjen spinnklokrypare. Inga underarter finns listade i Catalogue of Life.